# PGN (企業)
株式会社ピージーエヌ（PGN Inc.）は、東京都千代田区に本社を置くソフトウェア企業およびウェブサービス提供企業。

## 概要
システム・プロダクト株式会社のopenCanvasを中心とするグラフィックソフトウェア部門及びイラスト投稿コミュニティ部門を分社化する形で2010年に設立された。
openCanvasやFireAlpacaなどのグラフィックソフトウェア製品の開発・販売、Steamにおけるインディーズゲームのパブリッシング（「PGN Games」名義）、スマホアプリの開発やウェブサービスの提供を行っている。
かつてはopenCanvasを主軸とした商売を行っていたが、openCanvasは2017年リリースのver.7をもって事実上開発を終了しており、FireAlpacaに商売の主軸が移っている。また、かつてopenCanvas利用者のための画像投稿・コミュニケーションサイトである「portalgraphics.net（ポタグラ）」を運営していたが、2016年7月に閉鎖された。